# Eurysticta
Eurysticta is een geslacht van libellen (Odonata) uit de familie van de Isostictidae.

## Soorten
Eurysticta omvat 3 soorten:
- Eurysticta coolawanyah Watson, 1969
- Eurysticta coomalie Watson, 1991
- Eurysticta kununurra Watson, 1991